# Sella di Camporosso
Die Sella di Camporosso (furlanisch Siele di Cjamparòs, deutsch Saifnitzer Sattel, Saifnitzpass oder Saifnitzer Wasserscheide, slowenisch Žabnice) ist eine 816 m hohe Talwasserscheide im Kanaltal bei Tarvisio (Tarvis), im Ort Camporosso in Valcanale (dt. Saifnitz im Kanaltal). Es ist die Verbindung von Kärnten mit Friaul-Julisch Venetien. Das Tal trennt die Julischen Alpen im Süden von den Karnischen Alpen nordöstlich.

## Lage und Landschaft

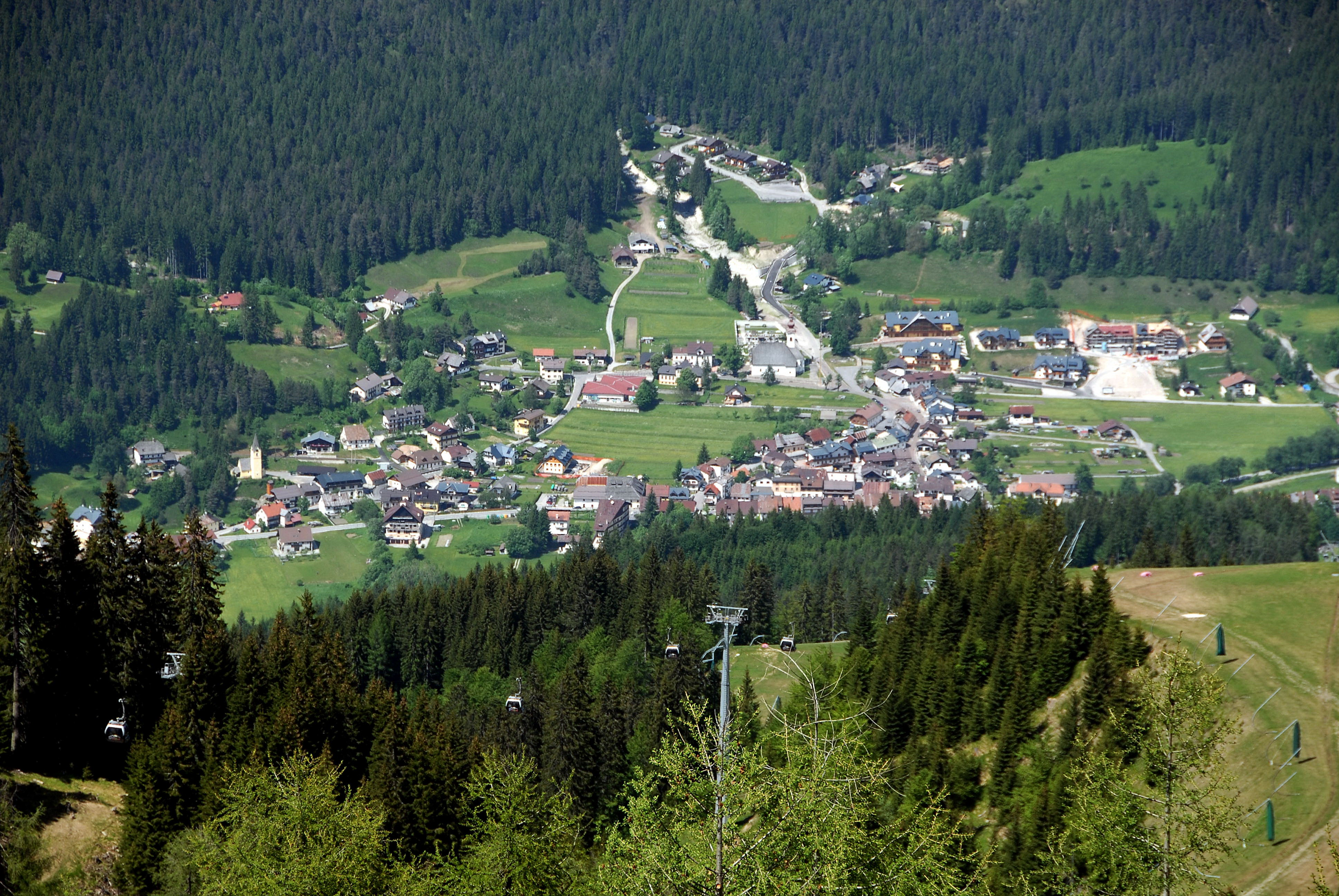
Blick auf Saifnitz

Der Pass liegt 26 Kilometer südwestlich von Villach und 50 Kilometer nordöstlich von Udine. 14 Kilometer nordöstlich liegt Arnoldstein im Untergailtal, 4 Kilometer östlich liegt Tarvisio, 7 Kilometer westlich liegt Malborghetto.
Der Camporosso ist keine orographische Landmarke, sondern ein Talpass, die sich über gut 3 Kilometer zieht und nach beiden Seiten entwässert. Sie ist ein weitestgehend ebenes Trogtal und deckt sich mit dem Ortsgebiet von Camporosso in Valcanale, einer Fraktion der Gemeinde Tarvisio, das sich als Straßendorf am Nordhang entlangzieht.

## Geschichte und Verkehr

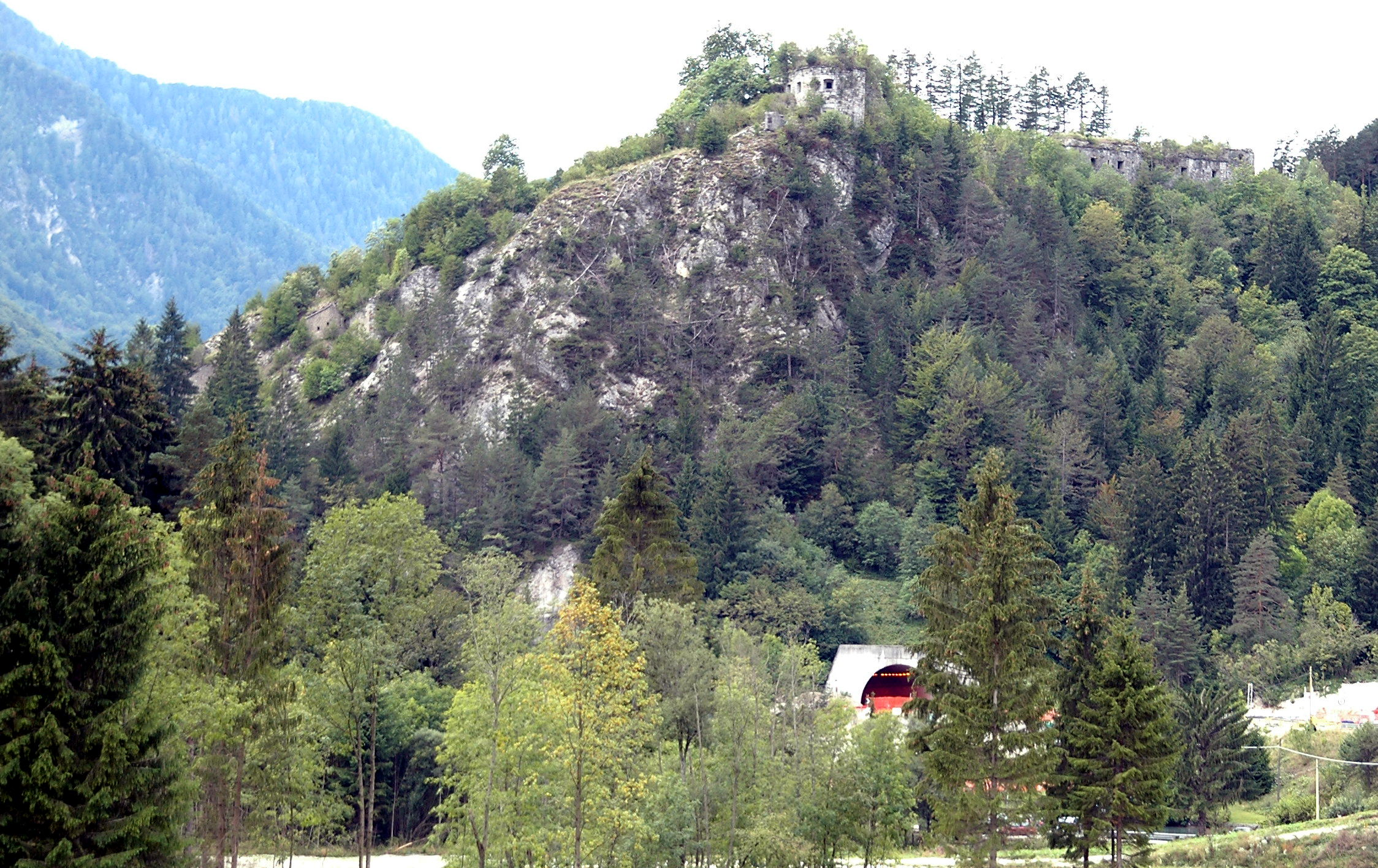
Fort Hensel am Pass

Der Pass bildet einen uralten leichten Übergang von der oberen Adriaküste in die inneralpinen Beckenlandschaft des Drautals und den pannonischen Raum.
Der römische Übergang ist die Römerstraße Aquileia–Virunum, hier lag wohl die Statio Bilachiniensis. Heute befinden sich hier die Staatsstraße SS13 Pontebbana und die Autobahn A23 Alpe–Adria, wobei letztere den Pass aber im 1,8 Kilometer langen Tunnel Spartiacque südlich umfährt.
1879 wurde hier auch die k.k. Staatsbahn Tarvis – Pontafel (Pontebba) eröffnet, die von der österreichischen Rudolfsbahn zur schon 1866 erbauten italienischen Pontebbana Udine – Pontebba an die seinerzeitige Landesgrenze führte, und zusammen als Pontafelbahn bezeichnet wurde. 2000 wurde hier das letzte Teilstück der schon 1886 begonnenen Neuen Pontebbana als 7 Kilometer langer Camporosso-Tunnel eröffnet (südlich, etwa unterhalb der Mittelstation der neuen Kabinenbahn auf den Monte Lussari). Die alte Bahn wurde rückgebaut, die Bahntrasse ist als Gemeindestraße Via Stazione/Feldweg noch erhalten. Heute verläuft hier auf der alten Bahntrasse der Alpe Adria Radweg.
Die Passhöhe bildete in den letzten Jahrhunderten nie eine politische Grenze. Die historische Grenze zwischen dem Herzogtum Kärnten und der Republik Venedig lag etwa 18 km weiter westlich in Pontafel (it. Pontebba), am westlichen Ende des Kanaltals. 1918, als das Kanaltal an Italien fiel, wurde die neue Grenze zwischen Österreich und Italien etwa 9 km östlich festgesetzt. Somit ist die Passhöhe heute zur Gänze italienisch.

## Geologie, Hydrographie und Wasserbau
Der Saifnitzer Sattel bildet die Wasserscheide zwischen dem Mittelmeer und dem Schwarzen Meer: Die Fella fließt über den Tagliamento in die Adria, die Gailitz hingegen über Gail, Drau und Donau ins Schwarze Meer. Diese Scheide verläuft, nachdem sie die Europäische Hauptwasserscheide in der Westschweiz verlassen hat, am Alpenhauptkamm und dann ab Südtirol am Karnischen Hauptkamm ostwärts, und knickt wenig nördlich am Schönwipfel scharf ab, von wo sie über Saifnitz fortan südostwärts in die Julier und die Dinariden der Balkanhalbinsel bis an den Bosporus geht.
Beiderseits des Ortes liegen quer im Tal mächtige Schuttkegel der Gebirgsbäche. Dabei ist der östliche, der der Fella, die höhere von den beiden und bildet die eigentliche Wasserscheide. Die Geschiebe können bei den hier regelmäßig auftretenden schweren Schlagregen (Adriatiefs) gewaltig werden, so brachte ein Hochwasser des Rio Lussari 1896 alleine über 20.000 Kubikmeter in die Hochfläche ein, und verlegte die seinerzeitige Reichstraße. Es ist berichtet, dass die Trasse in den Jahren 1860–1880 trotz aller Säuberungsmaßnahmen durchschnittlich um 15 cm pro Jahr höher gelegt werden musste. Für Ende des 19. Jahrhunderts wurde der Taleintritt der Fella bei mindestens 825 m ü. A. Meereshöhe angegeben, die Hochfläche mit etwa 810 m ü. A.

### Gewässer
Der Torrente Fella (Filza) kommt aus Nordwesten vom Berg Mirnig (1391 m s.l.m.) und Vetta Secca (1391 m s.l.m.) in das Tal und fließt dann als Fiume Fella westwärts durch das Val Canale (Kanaltal) und Canal del Ferro (Eisental) zum Fluss Tagliamento.
Der Torrente Bartolo (Bartolobach) kommt aus Norden vom Schönwipfel (1813 m ü. A.) ins Tal, vereinigt sich mit dem aus Süden kommenden Rio Lussari (Lussaribach) vom Monte Santo di Lussari (1788 m s.l.m.) und dem kürzeren Torrente Casarenza (Suchagraben) und führt dann ostwärts zur Slizza/Gailitz und Gail.
Im Hochtal zwischen Fella und Bartolo liegt das abflusslose Feuchtgebiet Jezera (slowenisch-dialektal ‚See‘). Es hat sich eingebürgert, die Passhöhe an diesem tiefsten Punkt der Talung zu verorten.
Der zwischen Fella und Bartolo liegende Casarenza mündete ursprünglich in ein abflussloses Sattel-Feuchtgebiet, seinerzeit auf 796 m ü. A. gelegen, und bildete bei Starkregen südlich des Dorfes einen See aus, ortsüblich Jezera genannt, zu dem der Bach schon im 19. Jahrhundert mit künstlichen Dämmen durch den Ort geleitet wurde. März 1872 beispielsweise erreichte der See 8 Meter Tiefe, und überschwemmte die unteren Häuser des Dorfes. Auf etwa 805 m ü. A. lag seinerzeit die tiefste Stelle der schmalen Rinne, die einen gewissen Sickerabfluss und den Überlauf zum Bartolobach ermöglicht. Erst beim Bahnbau 1877–1879 wurde das Profil dort auf damals 801,7 m ü. A. eingetieft, der See erreichte dadurch nur mehr ein Drittel der alten Fläche.
Heute wird der Casarenza permanent über die alte Bahntrasse dem Bartolo zugeleitet, blieb aber trotz aller Verbauungen problematisch. So kam es beim Hochwasser im August 2003 wieder zu umfangreichen Schäden, alleine für die Brücken über den Bach wurden 1 Mio. € aufgewendet.